# Грисине
Грисине су углавном штапићи величине оловке од хрскавог, сувог печеног хлеба који потичу из италијанског града Торина.

## Историја
Верује се да су настале 1643., када је фирентински опат описао дугачак и „танак као кост“ хлеб који се правио у Ланцо Торинезеу, граду изван Торина.   Међутим, предање каже да је настао у региону Пијемонт у 17. веку, а изумео га је пекар по имену Антонио Брунеро из Торина. Била је то храна која је требало да буде лакше сварљива за војводу Виторија Амадеа II од Сардиније, који је имао проблема са варењем у детињству.    

## Услуживање
У италијанским ресторанима, грисине се често нуде као предјело, посебно у свом традиционалном облику, заједно са хлебом или као замена за њега, који се обично служи уз сва јела. Такође се могу комбиновати са састојцима као што је пршута. Чини се да је то случај и са ресторанима у Сједињеним Државама;  у неким случајевима или регионима, могу бити већег типа од величине оловке, као и мекани уместо тврди.

У многим северноамеричким ресторанима, грисине су мекане, често преливени путером, белим луком и сиром када се служе као предјело; као десерт, могу се прелити циметом, шећером и глазуром. 
- Непечене грисине на плеху, зачињени зачинским биљем
- Грисине у одговарајућем случају за сервирање за столом